# Páty
Páty là một thị trấn thuộc hạt Pest, Hungary. Thị trấn này có diện tích 39,3 km², dân số năm 2010 là 6967 người, mật độ 177 người/km².